# Etapa Provincial de San Martín 2024
La Etapa Provincial de San Martín 2024 es un torneo de fútbol que forma parte de la Copa Perú 2024 y contará con la presencia de los equipos que resultaron campeón y subcampeón de las ligas Distritales que tuvieron más de 6 equipos, y solo los campeones de las ligas que tuvieron de 5 a menos equipos, además del equipo Unión Tarapoto, el cual se clasificó por quedar entre los 16 mejores equipos en la Copa Perú 2023. El campeón y subcampeón clasificarán a la Etapa Departamental de San Martín 2024.

## Equipos participantes
Los participantes son los campeones, subcampeones y Unión Tarapoto:
| - Liga Distrital de Cacatachi - Liga Distrital de Chazuta - Liga Distrital de Huimbayoc - Liga Distrital de Juan Guerra | - Liga Distrital de La Banda de Shilcayo - Liga Distrital de Morales - Liga Distrital de Sauce - Liga Distrital de San Antonio de Cumbaza | - Liga Distrital de Shapaja - Liga Distrital de Tarapoto - Unión Tarapoto |

| Liga de procedencia                   | Equipo                        |
| ------------------------------------- | ----------------------------- |
| Cacatachi                             | Oriente Tarapoto (C)          |
| Cacatachi                             | C.S.D Juventud Cacatachi (Sc) |
| Chazuta                               | Quechua Fc (C)                |
| Chazuta                               | A.D Dos de Mayo (Sc)          |
| Huimbayoc                             | Sport Yarina (C)              |
| Huimbayoc                             | River plate (Sc)              |
| Juan Guerra                           | Enrique Cassaretto (C)        |
| Juan Guerra                           | Ciro Alegría (Sc)             |
| La Banda de Shilcayo                  | Canarios Fc (C)               |
| Morales                               | Juventud Católica (C)         |
| Morales                               | Real Sport Morales (Sc)       |
| San Antonio de Cumbaza                | Bolognesi Fc (C)              |
| San Antonio de Cumbaza                | CD Unión Cumbaza (Sc)         |
| Sauce                                 | Sauce Fc (C)                  |
| Sauce                                 | CNI Sauce (Sc)                |
| Shapaja                               | Luis de la Puente Uceda (C)   |
| Tarapoto                              | Shuta Boys (C)                |
| Tarapoto                              | Grandez Fc (Sc)               |
| Entre 16 mejores de la Copa Perú 2023 | Unión Tarapoto                |

(C) Campeón; (Sc) Subcampeón

## Formato
Los campeones y subcampeones de las nueve ligas distritales del departamento de San Martín, acceden directamente a la primera Fase de la etapa provincial, mientras tanto Unión Tarapoto clasifica directamente a la Fase 2.
La etapa provincial consta de 4 Fases.

### Fase 1
Los 19 equipos clasificados se dividirán en 10 series, con 2 equipos en cada uno, del cual Unión Tarapoto ya se encuentra clasificada para la Fase 2, los partidos serán de ida y vuelta, con eliminación directa..
| Serie A | Campeón Chazuta                          |
| Serie A | Subcampeón Cacatachi                     |
| Serie B | Campeón Morales                          |
| Serie B | Subcampeón Chazuta                       |
| Serie C | Campeón Huimbayoc                        |
| Serie C | Subcampeón Juan Guerra                   |
| Serie D | Campeón Tarapoto                         |
| Serie D | Subcampeón Sauce                         |
| Serie E | Campeón Sauce                            |
| Serie E | Subcampeón Tarapoto                      |
| Serie F | Campeón Juan Guerra                      |
| Serie F | Campeón Shapaja                          |
| Serie G | Campeón San Antonio de Cumbaza           |
| Serie G | Subcampeón Morales                       |
| Serie H | Campeón Banda de Shilcayo                |
| Serie H | Subcampeón Huimbayoc                     |
| Serie I | Campeón Cacatachi                        |
| Serie I | Subcampeón San Antonio de Cumbaza        |
| Serie J | Unión Tarapoto (clasificado a la Fase 2) |

### Fase 2, 3, 4 y Final
Se formarán llaves de partidos ida y vuelta, final de partido único.

## Desarrollo

### Fase 1
|         | Equipos                 | Ida                  | Vuelta               | Global               | Clasificado          |
| Serie A | Quechua Fc              | 3                    | 1                    | 4 (5 p.)             | Juventud Cacatachi   |
| Serie A | Juventud Cacatachi      | 3                    | 1                    | 4 (5 p.)             | Juventud Cacatachi   |
| Serie B | Juventud Católica       | 3                    | 0                    | 3                    | Juventud Católica    |
| Serie B | 2 de Mayo               | 1                    | 0                    | 1                    | Juventud Católica    |
| Serie C | Sport Yarina            | 1                    | 2                    | 3 (0 p.)             | Ciro Alegría         |
| Serie C | Ciro Alegría            | 1                    | 2                    | 3 (3 p.)             | Ciro Alegría         |
| Serie D | Shuta Boys              | 7                    | 3                    | 10                   | Shuta Boys           |
| Serie D | CNI Sauce               | 0                    | 0                    | 0                    | Shuta Boys           |
| Serie E | Sauce Fc                | 0                    | 2                    | 2                    | Grandez              |
| Serie E | Grandez Fc              | 3                    | 2                    | 5                    | Grandez              |
| Serie F | Enrique cassaretto      | 6                    | 1                    | 7                    | Enrique cassaretto   |
| Serie F | Luis de la Puente Uceda | 0                    | 2                    | 2                    | Enrique cassaretto   |
| Serie G | Bolognesi Fc            | 2                    | 0                    | 2 (4 p.)             | Real Sport Morales   |
| Serie G | Real Sport Morales      | 2                    | 0                    | 2 (5 p.)             | Real Sport Morales   |
| Serie H | Canarios Fc             | 3                    | 1                    | 4                    | Canarios Fc          |
| Serie H | River Plate             | 0                    | 2                    | 2                    | Canarios Fc          |
| Serie I | Oriente Tarapoto        | 1                    | 0                    | 1                    | Oriente Tarapoto     |
| Serie I | CD Unión Cumbaza        | 0                    | 0                    | 0                    | Oriente Tarapoto     |
| Serie J | Unión Tarapoto          | Clasificado a Fase 2 | Clasificado a Fase 2 | Clasificado a Fase 2 | Clasificado a Fase 2 |

### Partidos
| Ida     | Ida                | Ida       | Ida                     | Ida                                            | Ida        | Ida   |
| Serie   | Local              | Resultado | Visitante               | Estadio                                        | Fecha      | Hora  |
| ------- | ------------------ | --------- | ----------------------- | ---------------------------------------------- | ---------- | ----- |
| Serie A | Quechua Fc         | 3 - 3     | Juventud Cacatachi      | Estadio Walter Ayachi (Chazuta)                | 2 de junio | 14:00 |
| Serie B | Juventud Católica  | 3 - 1     | 2 de Mayo               | Estadio Manuel Flores (Morales)                | 2 de junio | 14:00 |
| Serie C | Sport Yarina       | 1 - 1     | Ciro Alegría            | Campin del Barrio Bolognesi (Huimbayoc)        | 2 de junio | 14:00 |
| Serie D | Shuta Boys         | 7 - 0     | CNI Sauce               | Estadio Carlos Vidaurre (Tarapoto)             | 2 de junio | 14:00 |
| Serie E | Sauce Fc           | 0 - 3     | Grandez Fc              | Cancha Municipal de Sauce (Sauce)              | 2 de junio | 14:00 |
| Serie F | Enrique cassaretto | 6 - 0     | Luis de la Puente Uceda | Cancha Armando Guevara (Juan Guerra)           | 2 de junio | 14:00 |
| Serie G | Bolognesi Fc       | 2 - 2     | Real Sport Morales      | Cancha Diderot García (San Antonio de Cumbaza) | 2 de junio | 14:00 |
| Serie H | Canarios Fc        | 3 - 0     | River Plate             | Campo Santos (Banda de Shilcayo)               | 2 de junio | 14:00 |
| Serie I | Oriente Tarapoto   | 1 - 0     | CD Unión Cumbaza        | Estadio Demetrio Vargaz (Cacatachi)            | 2 de junio | 14:00 |

| Vuelta  | Vuelta                  | Vuelta         | Vuelta             | Vuelta                                               | Vuelta     | Vuelta |
| Serie   | Local                   | Resultado      | Visitante          | Estadio                                              | Fecha      | Hora   |
| ------- | ----------------------- | -------------- | ------------------ | ---------------------------------------------------- | ---------- | ------ |
| Serie A | Juventud Cacatachi      | 1 - 1 (5:4 p.) | Quechua Fc         | Estadio Demetrio Vargaz (Cacatachi)                  | 9 de junio | 15:00  |
| Serie B | 2 de Mayo               | 0 - 0          | Juventud Católica  | Estadio Walter Ayachi (Chazuta)                      | 9 de junio | 15:00  |
| Serie C | Ciro Alegría            | 2 - 2 (3:0 p.) | Sport Yarina       | Cancha del Colegio de Juan Guerra (Juan Guerra)      | 9 de junio | 15:00  |
| Serie D | CNI Sauce               | 0 - 3          | Shuta Boys         | Estadio de Sauce (Sauce)                             | 9 de junio | 15:00  |
| Serie E | Grandez Fc              | 0 - 0          | Sauce Fc           | Cancha Santa Rosa de Cumbaza (Santa Rosa de Cumbaza) | 9 de junio | 15:00  |
| Serie F | Luis de la Puente Uceda | 2 - 1          | Enrique cassaretto | Estadio de Shapaja (Shapaja)                         | 9 de junio | 15:00  |
| Serie G | Real Sport Morales      | 0 - 0 (5:4 p.) | Bolognesi Fc       | Estadio de Morales (Morales)                         | 9 de junio | 15:00  |
| Serie H | River Plate             | 2 - 1          | Canarios Fc        | Estadio de Yarina (Huimbayoc)                        | 9 de junio | 15:00  |
| Serie I | CD Unión Cumbaza        | 0 - 0          | Oriente Tarapoto   | Cancha Diderot García (San Antonio de Cumbaza)       | 9 de junio | 15:00  |

### Fase 2, 3, 4 y Final
|  | Fase 2                                 | Fase 2                                 | Fase 2                                 | Fase 2                                 | Fase 2                                 |   |            | Fase 3                                     | Fase 3                                     | Fase 3                                     | Fase 3                                     | Fase 3                                     |   |            | Fase 4                                 | Fase 4                                 | Fase 4                                 | Fase 4                                 | Fase 4                                 |  |            | Final                       | Final                       | Final                       |  |
|  | 16 de junio (ida) 23 de junio (vuelta) | 16 de junio (ida) 23 de junio (vuelta) | 16 de junio (ida) 23 de junio (vuelta) | 16 de junio (ida) 23 de junio (vuelta) | 16 de junio (ida) 23 de junio (vuelta) |   |            | 29 y 30 de junio (ida) 7 de julio (vuelta) | 29 y 30 de junio (ida) 7 de julio (vuelta) | 29 y 30 de junio (ida) 7 de julio (vuelta) | 29 y 30 de junio (ida) 7 de julio (vuelta) | 29 y 30 de junio (ida) 7 de julio (vuelta) |   |            | 14 de julio (ida) 21 de julio (vuelta) | 14 de julio (ida) 21 de julio (vuelta) | 14 de julio (ida) 21 de julio (vuelta) | 14 de julio (ida) 21 de julio (vuelta) | 14 de julio (ida) 21 de julio (vuelta) |  |            | 27 de julio (Partido único) | 27 de julio (Partido único) | 27 de julio (Partido único) |  |
|  |                                        |                                        |                                        |                                        |                                        |   |            |                                            |                                            |                                            |                                            |                                            |   |            |                                        |                                        |                                        |                                        |                                        |  |            |                             |                             |                             |  |
|  |                                        |                                        |                                        |                                        |                                        |   |            |                                            |                                            |                                            |                                            |                                            |   |            |                                        |                                        |                                        |                                        |                                        |  |            |                             |                             |                             |  |
|  | Serie G                                | Shuta Boys                             | 4                                      | 6                                      | 10                                     |   |            |                                            |                                            |                                            |                                            |                                            |   |            |                                        |                                        |                                        |                                        |                                        |  |            |                             |                             |                             |  |
|  | Serie G                                | Shuta Boys                             | 4                                      | 6                                      | 10                                     |   |            |                                            |                                            |                                            |                                            |                                            |   |            |                                        |                                        |                                        |                                        |                                        |  |            |                             |                             |                             |  |
|  | Serie D                                | Real Sport Morales                     | 1                                      | 0                                      | 1                                      |   |            |                                            |                                            |                                            |                                            |                                            |   |            |                                        |                                        |                                        |                                        |                                        |  |            |                             |                             |                             |  |
|  | Serie D                                | Real Sport Morales                     | 1                                      | 0                                      | 1                                      |   | Shuta Boys | Shuta Boys                                 | 1                                          | 2                                          | 3                                          |                                            |   |            |                                        |                                        |                                        |                                        |                                        |  |            |                             |                             |                             |  |
|  |                                        |                                        |                                        |                                        |                                        |   | Shuta Boys | Shuta Boys                                 | 1                                          | 2                                          | 3                                          |                                            |   |            |                                        |                                        |                                        |                                        |                                        |  |            |                             |                             |                             |  |
|  |                                        |                                        | Juventud Católica                      | Juventud Católica                      | 1                                      | 1 | 2          |                                            |                                            |                                            |                                            |                                            |   |            |                                        |                                        |                                        |                                        |                                        |  |            |                             |                             |                             |  |
|  | Serie B                                | Juventud Católica                      | Juventud Católica                      | Juventud Católica                      | 1                                      | 1 | 2          | 1                                          | 2                                          | 3                                          |                                            |                                            |   |            |                                        |                                        |                                        |                                        |                                        |  |            |                             |                             |                             |  |
|  | Serie B                                | Juventud Católica                      |                                        |                                        |                                        |   |            |                                            |                                            | 3                                          |                                            |                                            |   |            |                                        |                                        |                                        |                                        |                                        |  |            |                             |                             |                             |  |
|  | Serie I                                | Oriente Tarapoto                       | 1                                      | 0                                      | 1                                      |   |            |                                            |                                            |                                            |                                            |                                            |   |            |                                        |                                        |                                        |                                        |                                        |  |            |                             |                             |                             |  |
|  | Serie I                                | Oriente Tarapoto                       | 1                                      | 0                                      | 1                                      |   |            |                                            |                                            |                                            |                                            |                                            |   | Shuta Boys | Shuta Boys                             | 2                                      | 2                                      | 4                                      |                                        |  |            |                             |                             |                             |  |
|  |                                        |                                        |                                        |                                        |                                        |   |            |                                            |                                            |                                            |                                            |                                            |   | Shuta Boys | Shuta Boys                             | 2                                      | 2                                      | 4                                      |                                        |  |            |                             |                             |                             |  |
|  |                                        |                                        | Grandez Fc                             | Grandez Fc                             | 5                                      | 3 | 8          |                                            |                                            |                                            |                                            |                                            |   |            |                                        |                                        |                                        |                                        |                                        |  |            |                             |                             |                             |  |
|  | Serie F                                | Enrique cassaretto                     | Grandez Fc                             | Grandez Fc                             | 5                                      | 3 | 8          | 2                                          | 0                                          | 2                                          |                                            |                                            |   |            |                                        |                                        |                                        |                                        |                                        |  |            |                             |                             |                             |  |
|  | Serie F                                | Enrique cassaretto                     |                                        |                                        |                                        |   |            |                                            |                                            | 2                                          |                                            |                                            |   |            |                                        |                                        |                                        |                                        |                                        |  |            |                             |                             |                             |  |
|  | Serie E                                | Grandez Fc                             | 2                                      | 6                                      | 8                                      |   |            |                                            |                                            |                                            |                                            |                                            |   |            |                                        |                                        |                                        |                                        |                                        |  |            |                             |                             |                             |  |
|  | Serie E                                | Grandez Fc                             | 2                                      | 6                                      | 8                                      |   | Grandez Fc | Grandez Fc                                 | 3                                          | 1                                          | 4                                          |                                            |   |            |                                        |                                        |                                        |                                        |                                        |  |            |                             |                             |                             |  |
|  |                                        |                                        |                                        |                                        |                                        |   | Grandez Fc | Grandez Fc                                 | 3                                          | 1                                          | 4                                          |                                            |   |            |                                        |                                        |                                        |                                        |                                        |  |            |                             |                             |                             |  |
|  |                                        |                                        | Ciro Alegría                           | Ciro Alegría                           | 0                                      | 0 | 0          |                                            |                                            |                                            |                                            |                                            |   |            |                                        |                                        |                                        |                                        |                                        |  |            |                             |                             |                             |  |
|  | Serie C                                | Canarios Fc                            | Ciro Alegría                           | Ciro Alegría                           | 0                                      | 0 | 0          | 2                                          | 0                                          | 2                                          |                                            |                                            |   |            |                                        |                                        |                                        |                                        |                                        |  |            |                             |                             |                             |  |
|  | Serie C                                | Canarios Fc                            |                                        |                                        |                                        |   |            |                                            |                                            | 2                                          |                                            |                                            |   |            |                                        |                                        |                                        |                                        |                                        |  |            |                             |                             |                             |  |
|  | Serie H                                | Ciro Alegría                           | 2                                      | 6                                      | 8                                      |   |            |                                            |                                            |                                            |                                            |                                            |   |            |                                        |                                        |                                        |                                        |                                        |  |            |                             |                             |                             |  |
|  | Serie H                                | Ciro Alegría                           | 2                                      | 6                                      | 8                                      |   |            |                                            |                                            |                                            |                                            |                                            |   |            |                                        |                                        |                                        |                                        |                                        |  | Grandez Fc | Grandez Fc                  | 0                           |                             |  |
|  |                                        |                                        |                                        |                                        |                                        |   |            |                                            |                                            |                                            |                                            |                                            |   |            |                                        |                                        |                                        |                                        |                                        |  | Grandez Fc | Grandez Fc                  | 0                           |                             |  |
|  |                                        |                                        | Unión Tarapoto                         | Unión Tarapoto                         | 1                                      |   |            |                                            |                                            |                                            |                                            |                                            |   |            |                                        |                                        |                                        |                                        |                                        |  |            |                             |                             |                             |  |
|  | Serie A                                | Juventud Cacatachi                     | Unión Tarapoto                         | Unión Tarapoto                         | 1                                      | 0 | 0          | 0                                          |                                            |                                            |                                            |                                            |   |            |                                        |                                        |                                        |                                        |                                        |  |            |                             |                             |                             |  |
|  | Serie A                                | Juventud Cacatachi                     |                                        |                                        |                                        |   |            |                                            |                                            |                                            |                                            |                                            |   |            |                                        |                                        |                                        |                                        |                                        |  |            |                             |                             |                             |  |
|  | Serie J                                | Unión Tarapoto                         | 4                                      | 5                                      | 9                                      |   |            |                                            |                                            |                                            |                                            |                                            |   |            |                                        |                                        |                                        |                                        |                                        |  |            |                             |                             |                             |  |
|  | Serie J                                | Unión Tarapoto                         | 4                                      | 5                                      | 9                                      |   |            | Unión Tarapoto                             | 2                                          | 3                                          | 5                                          |                                            |   |            |                                        |                                        |                                        |                                        |                                        |  |            |                             |                             |                             |  |
|  |                                        |                                        |                                        |                                        |                                        |   |            |                                            |                                            |                                            |                                            |                                            |   |            |                                        |                                        |                                        |                                        |                                        |  |            |                             |                             |                             |  |
|  |                                        |                                        | ME                                     | Oriente Tarapoto                       | 1                                      | 3 | 4          |                                            |                                            |                                            |                                            |                                            |   |            |                                        |                                        |                                        |                                        |                                        |  |            |                             |                             |                             |  |
|  |                                        |                                        | ME                                     | Oriente Tarapoto                       | 1                                      | 3 | 4          |                                            |                                            |                                            |                                            |                                            |   |            |                                        |                                        |                                        |                                        |                                        |  |            |                             |                             |                             |  |
|  |                                        |                                        |                                        |                                        |                                        |   |            |                                            |                                            |                                            |                                            |                                            |   |            |                                        |                                        |                                        |                                        |                                        |  |            |                             |                             |                             |  |
|  |                                        |                                        |                                        |                                        |                                        |   |            |                                            |                                            |                                            |                                            |                                            |   |            |                                        |                                        |                                        |                                        |                                        |  |            |                             |                             |                             |  |
|  |                                        |                                        |                                        |                                        |                                        |   |            |                                            |                                            | Unión Tarapoto                             | 1                                          | 2                                          | 3 |            |                                        |                                        |                                        |                                        |                                        |  |            |                             |                             |                             |  |
|  |                                        |                                        |                                        |                                        |                                        |   |            |                                            |                                            |                                            |                                            |                                            | 3 |            |                                        |                                        |                                        |                                        |                                        |  |            |                             |                             |                             |  |
|  |                                        |                                        | ME                                     | Oriente Tarapoto                       | 1                                      | 0 | 1          |                                            |                                            |                                            |                                            |                                            |   |            |                                        |                                        |                                        |                                        |                                        |  |            |                             |                             |                             |  |
|  |                                        |                                        | ME                                     | Oriente Tarapoto                       | 1                                      | 0 | 1          |                                            |                                            |                                            |                                            |                                            |   |            |                                        |                                        |                                        |                                        |                                        |  |            |                             |                             |                             |  |
|  |                                        |                                        |                                        |                                        |                                        |   |            |                                            |                                            |                                            |                                            |                                            |   |            |                                        |                                        |                                        |                                        |                                        |  |            |                             |                             |                             |  |
|  |                                        |                                        |                                        |                                        |                                        |   |            |                                            |                                            |                                            |                                            |                                            |   |            |                                        |                                        |                                        |                                        |                                        |  |            |                             |                             |                             |  |
|  |                                        |                                        |                                        |                                        |                                        |   |            |                                            |                                            |                                            |                                            |                                            |   |            |                                        |                                        |                                        |                                        |                                        |  |            |                             |                             |                             |  |
|  |                                        |                                        |                                        |                                        |                                        |   |            |                                            |                                            |                                            |                                            |                                            |   |            |                                        |                                        |                                        |                                        |                                        |  |            |                             |                             |                             |  |
|  |                                        |                                        |                                        |                                        |                                        |   |            |                                            |                                            |                                            |                                            |                                            |   |            |                                        |                                        |                                        |                                        |                                        |  |            |                             |                             |                             |  |
|  |                                        |                                        |                                        |                                        |                                        |   |            |                                            |                                            |                                            |                                            |                                            |   |            |                                        |                                        |                                        |                                        |                                        |  |            |                             |                             |                             |  |
|  |                                        |                                        |                                        |                                        |                                        |   |            |                                            |                                            |                                            |                                            |                                            |   |            |                                        |                                        |                                        |                                        |                                        |  |            |                             |                             |                             |  |
|  |                                        |                                        |                                        |                                        |                                        |   |            |                                            |                                            |                                            |                                            |                                            |   |            |                                        |                                        |                                        |                                        |                                        |  |            |                             |                             |                             |  |
|  |                                        |                                        |                                        |                                        |                                        |   |            |                                            |                                            |                                            |                                            |                                            |   |            |                                        |                                        |                                        |                                        |                                        |  |            |                             |                             |                             |  |
|  |                                        |                                        |                                        |                                        |                                        |   |            |                                            |                                            |                                            |                                            |                                            |   |            |                                        |                                        |                                        |                                        |                                        |  |            |                             |                             |                             |  |

|                                      |
| Campeón Departamental Unión Tarapoto |

### Partidos
| Fase 2 ida         | Fase 2 ida | Fase 2 ida         | Fase 2 ida                            | Fase 2 ida  | Fase 2 ida |
| Local              | Resultado  | Visitante          | Estadio                               | Fecha       | Hora       |
| ------------------ | ---------- | ------------------ | ------------------------------------- | ----------- | ---------- |
| Shuta Boys         | 4 - 1      | Real Sport Morales | Estadio Carlos Vidaurre (Tarapoto)    | 16 de junio | 15:00      |
| Juventud Católica  | 1 - 1      | Oriente Tarapoto   | Estadio Manuel Flores (Morales)       | 16 de junio | 15:00      |
| Enrique cassaretto | 2 - 2      | Grandez Fc         | Estadio Armando Guevara (Juan Guerra) | 16 de junio | 15:00      |
| Canarios Fc        | 2 - 2      | Ciro Alegría       | Campo Santos (Banda de Shilcayo)      | 16 de junio | 15:00      |
| Juventud Cacatachi | 0 - 4      | Unión Tarapoto     | Estadio Demetrio Vargaz (Cacatachi)   | 16 de junio | 15:00      |

| Fase 2 vuelta      | Fase 2 vuelta | Fase 2 vuelta      | Fase 2 vuelta                             | Fase 2 vuelta | Fase 2 vuelta |
| Local              | Resultado     | Visitante          | Estadio                                   | Fecha         | Hora          |
| ------------------ | ------------- | ------------------ | ----------------------------------------- | ------------- | ------------- |
| Real Sport Morales | 0 - 6         | Shuta Boys         | Estadio Manuel Flores (Morales)           | 23 de junio   | 15:00         |
| Oriente Tarapoto   | 0 - 2         | Juventud Católica  | Estadio Demetrio Vargaz (Cacatachi)       | 23 de junio   | 15:00         |
| Grandez Fc         | 6 - 0         | Enrique cassaretto | Estadio Carlos Vidaurre (Tarapoto)        | 23 de junio   | 15:00         |
| Ciro Alegría       | 6 - 0         | Canarios Fc        | Campo Colegio Juan Guerra (Juan Guerra)   | 23 de junio   | 15:00         |
| Unión Tarapoto     | 5 - 0         | Juventud Cacatachi | Estadio municipal San José (Pinto Recodo) | 23 de junio   | 15:00         |

| Fase 3 ida        | Fase 3 ida | Fase 3 ida     | Fase 3 ida                          | Fase 3 ida  | Fase 3 ida |
| Local             | Resultado  | Visitante      | Estadio                             | Fecha       | Hora       |
| ----------------- | ---------- | -------------- | ----------------------------------- | ----------- | ---------- |
| Grandez Fc        | 3 - 0      | Ciro Alegría   | Estadio Carlos Vidaurre (tarapoto)  | 29 de junio | 15:00      |
| Juventud Católica | 1 - 1      | Shuta Boys     | Estadio Manuel Flores (morales)     | 30 de junio | 15:00      |
| Oriente Tarapoto  | 1 - 2      | Unión Tarapoto | Estadio Demetrio Vargaz (cacatachi) | 30 de junio | 15:00      |

| Fase 3 vuelta  | Fase 3 vuelta | Fase 3 vuelta     | Fase 3 vuelta                              | Fase 3 vuelta | Fase 3 vuelta |
| Local          | Resultado     | Visitante         | Estadio                                    | Fecha         | Hora          |
| -------------- | ------------- | ----------------- | ------------------------------------------ | ------------- | ------------- |
| Shuta Boys     | 2 - 1         | Juventud Católica | Estadio Carlos Vidaurre (tarapoto)         | 7 de julio    | 13:30         |
| Ciro Alegría   | 0 - 1         | Grandez Fc        | campo de colegio Juan guerra (Juan guerra) | 7 de julio    | 15:00         |
| Unión Tarapoto | 3 - 3         | Oriente Tarapoto  | Estadio Carlos Vidaurre (tarapoto)         | 7 de julio    | 15:30         |

| Fase 4 ida       | Fase 4 ida | Fase 4 ida     | Fase 4 ida                          | Fase 4 ida  | Fase 4 ida |
| Local            | Resultado  | Visitante      | Estadio                             | Fecha       | Hora       |
| ---------------- | ---------- | -------------- | ----------------------------------- | ----------- | ---------- |
| Grandez Fc       | 5 - 2      | Shuta boys     | Estadio Carlos Vidaurre (tarapoto)  | 14 de julio | 16:00      |
| Oriente tarapoto | 1 - 1      | Unión Tarapoto | Estadio Demetrio Vargaz (cacatachi) | 14 de julio | 16:00      |

| Fase 4 vuelta  | Fase 4 vuelta | Fase 4 vuelta    | Fase 4 vuelta                      | Fase 4 vuelta | Fase 4 vuelta |
| Local          | Resultado     | Visitante        | Estadio                            | Fecha         | Hora          |
| -------------- | ------------- | ---------------- | ---------------------------------- | ------------- | ------------- |
| Unión Tarapoto | 2 - 0         | Oriente tarapoto | Estadio Carlos Vidaurre (tarapoto) | 21 de julio   | 13:30         |
| Shuta boys     | 2 - 3         | Grandez Fc       | Estadio Carlos Vidaurre (tarapoto) | 21 de julio   | 15:30         |

| Final      | Final     | Final          | Final                              | Final       | Final |
| Local      | Resultado | Visitante      | Estadio                            | Fecha       | Hora  |
| ---------- | --------- | -------------- | ---------------------------------- | ----------- | ----- |
| Grandez Fc | 0 - 1     | Unión Tarapoto | Estadio Carlos Vidaurre (tarapoto) | 27 de julio | 15:30 |

## Anexos

### Partidos de preparación
| Fecha      | Ciudad                 | Estadio                          | Local                   | Resultado | Invitado           | Denominación |
| ---------- | ---------------------- | -------------------------------- | ----------------------- | --------- | ------------------ | ------------ |
| 18 de mayo | Moyobamba              | Estadio IPD de Moyobamba         | Unión Moyobamba         | 2 - 0     | Shuta Boys         | Amistoso     |
| 18 de mayo | Saposoa                | La gran saposoa                  | Oriental Sporting       | 0 - 4     | Grandez Fc         | Amistoso     |
| 19 de mayo | San Antonio de Cumbaza | Estadio Diderot García Paima     | CD Unión Cumbaza        | 3 - 4     | Juventud Católica  | Amistoso     |
| 19 de mayo | Shapaja                | Estadio Municipal de Shapaja     | Luis de la Puente Uceda | 0 - 1     | Ciro Alegría       | Amistoso     |
| 19 de mayo | Juan Guerra            | Estadio Municipal de Juan Guerra | Enrique Cassaretto      | 2 - 2     | Real Sport Morales | Amistoso     |
| 23 de mayo | San Antonio de Cumbaza | Estadio Gúzman                   | Bolognesi Fc            | 1 - 3     | Unión Tarapoto     | Amistoso     |
| 23 de mayo | Tarapoto               | Estadio Santa Rosa de Cumbaza    | Shuta Boys              | 6 - 0     | Alianza Coñumbuque | Amistoso     |
| 25 de mayo | Lamas                  | Estadio municipal de lamas       | Juventud Lameña         | 0 - 2     | Real Sport Morales | Amistoso     |
| 26 de mayo | Banda de Shilcayo      | Campo Santos                     | Canarios Fc             | 1 - 0     | Bolognesi Fc       | Amistoso     |
| 26 de mayo | Juan Guerra            | Campo Colegio Juan Guerra        | Ciro Alegría            | 0 - 3     | Shuta Boys         | Amistoso     |
| 26 de mayo | Juan Guerra            | Estadio Armando Guevara          | Enrique Cassaretto      | 3 - 2     | Grandez Fc         | Amistoso     |
| 30 de mayo | Tarapoto               | Cancha Tarapoto                  | Unión Tarapoto          | 1 - 1     | Juventud Católica  | Amistoso     |

### tabla de participación general
| Pos. | Equipo                  | Puntos | PJ | G | E | P | GF | GC | Dif. | Etapa máxima a la que llegó |
| ---- | ----------------------- | ------ | -- | - | - | - | -- | -- | ---- | --------------------------- |
| 1    | Grandez Fc              | 20     | 9  | 6 | 2 | 1 | 29 | 9  | 20   | sub campeón                 |
| 2    | Unión Tarapoto          | 17     | 7  | 5 | 3 | 0 | 18 | 5  | 13   | campeon                     |
| 3    | Shuta boys              | 16     | 8  | 5 | 1 | 2 | 27 | 11 | 16   | Fase 4                      |
| 4    | Juventud católica       | 9      | 6  | 2 | 3 | 1 | 10 | 6  | 4    | Fase 3                      |
| 5    | Oriente tarapoto        | 7      | 8  | 1 | 4 | 3 | 7  | 11 | -4   | Fase 4                      |
| 6    | Ciro alegría            | 6      | 6  | 1 | 3 | 2 | 11 | 9  | 2    | Fase 3                      |
| 7    | Enrique cassaretto      | 4      | 4  | 1 | 1 | 2 | 9  | 10 | -1   | Fase 2                      |
| 8    | Canarios Fc             | 4      | 4  | 1 | 1 | 2 | 6  | 10 | -4   | Fase 2                      |
| 9    | River plate             | 3      | 2  | 1 | 0 | 1 | 2  | 4  | -2   | Fase 1                      |
| 10   | Luis de la puente uceda | 3      | 2  | 1 | 0 | 1 | 2  | 7  | -5   | Fase 1                      |
| 11   | Juventud cacatachi      | 2      | 4  | 0 | 2 | 2 | 4  | 13 | -9   | Fase 2                      |
| 12   | Real sport morales      | 2      | 4  | 0 | 2 | 2 | 3  | 12 | -9   | Fase 2                      |
| 13   | Quechua Fc              | 2      | 2  | 0 | 2 | 0 | 4  | 4  | 0    | Fase 1                      |
| 14   | Sport yarina            | 2      | 2  | 0 | 2 | 0 | 3  | 3  | 0    | Fase 1                      |
| 15   | Bolognesi Fc            | 2      | 2  | 0 | 2 | 0 | 2  | 2  | 0    | Fase 1                      |
| 16   | Cd union cumbaza        | 1      | 2  | 0 | 1 | 1 | 0  | 1  | -1   | Fase 1                      |
| 17   | 2 de mayo               | 1      | 2  | 0 | 1 | 1 | 1  | 3  | -2   | Fase 1                      |
| 18   | Sauce Fc                | 1      | 2  | 0 | 1 | 1 | 2  | 5  | -3   | Fase 1                      |
| 19   | CNI Sauce               | 0      | 2  | 0 | 0 | 2 | 0  | 10 | -10  | Fase 1                      |